# Ślinianka człowieka

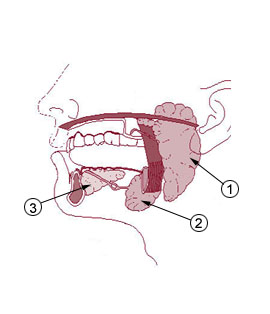
Gruczoły ślinowe większe:
1. ślinianka przyuszna, 2. ślinianka podżuchwowa, 3. ślinianka podjęzykowa

Ślinianka lub gruczoł ślinowy – merokrynowy gruczoł wydzielania zewnętrznego (egzokrynowy), wytwarzający ślinę. Elementami wydzielniczymi dużych gruczołów ślinowych są cewki i pęcherzyki. Na przewody wyprowadzające składają się: przewody śródzrazikowe (in. wewnątrzzrazikowe: wstawki i przewody prążkowane), przewody międzyzrazikowe oraz przewody wyprowadzające (p. główne).

## Podział gruczołów ślinowych
Duże gruczoły ślinowe
Są to parzyste gruczoły, których przewody wyprowadzające kończą się w jamie ustnej
- ślinianki przyuszne (łac. glandula parotidea) będące gruczołami produkującymi wydzielinę surowiczą. Budują je pęcherzyki, wstawki i po jednym wyraźnym przewodzie prążkowanym.
- ślinianki podżuchwowe (łac. glandula submandibularis) są mniejszymi gruczołami wydzielającymi ślinę. Gruczoły te produkują wydzielinę surowiczo-śluzową. W 85% zbudowane są z pęcherzyków produkujących substancję surowiczą i 15% z cewek produkujących substancję śluzową.
- ślinianki podjęzykowe (łac. glandula sublingualis) będące śliniankami śluzowo-surowiczymi. Budują je cewki, brak jest wstawek i przewodów prążkowanych[potrzebny przypis].

Małe gruczoły ślinowe (gruczoły jamy ustnej) – występują w formie licznych grudek rozsianych w błonie śluzowej. Nie posiadają przewodów wyprowadzających:
- produkujące ślinę typu śluzowego (gruczoły śluzowe, zawierające tylko komórki śluzowe, wytwarzające prawie wyłącznie śluz[1]):
  - gruczoły językowe boczne i tylne (w pobliżu nasady języka),
  - gruczoły migdałkowe[potrzebny przypis],
  - gruczoły podniebienne (łac. glandulae palatinae) – znajdują się w tylnej części podniebienia twardego między błoną śluzową a okostną[2].
- będące gruczołami surowiczymi gruczoły językowe tylne Ebnera (gruczoły surowicze, zbudowane jedynie z komórek surowiczych, wytwarzających ślinę wodnistą z zawartością białka[1])
  - w pobliżu brodawek okolonych[2],
- produkujące ślinę surowiczo-śluzową (gruczoły mieszane wytwarzające ślinę, której skład zależy od stosunku ilościowego obu wyżej wymienionych rodzajów komórek gruczołowych[1]):
  - gruczoły wargowe (łac. glandulae labiales) – położone i wyczuwalne jako małe grudki pod błoną śluzową[2],
  - gruczoły policzkowe (łac. glandulae buccales) – leżą między błoną śluzową a mięśniem policzkowym, w tym mięśniu lub między nim a skórą[2],
  - gruczoły trzonowe (łac. glandulae molares) – grupa 4-5 gruczołów (wyodrębnionych spośród gruczołów policzkowych) położonych na poziomie zębów trzonowych[2],
  - gruczoły przednie języka (łac. glandulae linguales anteriores, glandulae Blandini-Nuhni) – na brzusznej stronie końca języka (obustronnie po jednym) uchodzące kilkoma przewodami w okolicy wędzidełka języka[2],

## Unerwienie
Ślinianka przyuszna unerwiona jest przywspółczulnie (wydzielniczo) przez zwój uszny (włókna od nerwu skalistego mniejszego). Jest przebita przez splot przyuszniczy nerwu twarzowego, ale nie otrzymuje od niego unerwienia. Ślinianki podżuchowowa i podjęzykowa przywspółczulnie unerwione są przez zwój podżuchwowy związany z nerwem językowym.

## Patologia ślinianek

### Sialoza
Jest stanem charakteryzującym się niezapalnym i nienowotworowym obustronnym powiększeniem ślinianki przyusznej o nieznanej etiologii. W obrazie mikroskopowym występuje przerost komórek surowiczych i zanik przewodów prążkowanych.

### Zmiany związane z wiekiem
Z wiekiem w wielu narządach pojawiają się zmiany związane ze starzeniem się komórek, tkanek i narządów. W śliniance podżuchwowej i przyusznej oraz małych gruczołach wargi dolnej może pojawić się zanik włóknisto-tłuszczakowaty. Mogą również powstawać komórki onkocytarne.

### Martwiejąca metaplazja ślinianek
Jest to choroba o nieznanej przyczynie, pojawiająca się nagle, najczęściej w średnim wieku.
Zmiana ma postać kraterowatego owrzodzenia o średnicy 2-3cm, bez uniesionych brzegów, wypełnionego włóknikiem i ziarniną. Lokalizuje się na granicy między podniebieniem miękkim a twardym, rzadko obejmuje język, jamę nosową czy duże ślinianki.
W badaniu mikroskopowym widać zachowaną architekturę zrazika, zachowane granice komórkowe, komórki jasne, zasadochłonne, bez jąder komórkowych. Występuje martwica niedokrwienna nabłonka, tkanki łącznej błony śluzowej i małych gruczołów ślinowych, w miejscu martwicy pojawiają się histiocyty. Można zauważyć również zastój śluzu. Pod ziarniną obecna jest martwica skrzepowa odcinków wydzielniczych zrazików. Przewody wyprowadzające ulegają metaplazji płaskonabłonkowej.
Zmiana ulega samowygojeniu po około 8 tygodniach.